# جولیتا کانتالوپی
جولیتا کانتالوپی (به انگلیسی: Julieta Cantaluppi) ژیمناست زادهٔ ۲۴ ژانویهٔ ۱۹۸۵ میلادی اهل کشور ایتالیا است.